# Flexoélectricité
En physique de la matière condensée, la flexoélectricité est la propriété d'un matériau diélectrique par laquelle un gradient de déformation induit une polarisation électrique. Mathématiquement, la flexoélectricité est représentée par un tenseur de rang 4 ; la polarisation créée par effet flexoélectrique peut ainsi s'écrire avec des notations usuelles :
{\displaystyle P_{i}=\mu _{ijkl}{\frac {\partial \varepsilon _{jk}}{\partial x_{l}}}.}
De la même manière qu'il existe les effets piézoélectriques direct et inverse, il existe également un effet flexoélectrique inverse qui relie la contrainte à un gradient de champ électrique :
{\displaystyle T_{ij}=\mu _{ijkl}{\frac {\partial E_{k}}{\partial x_{l}}}.}
Le concept fut introduit dans les années 1960, mais ne trouva guère d'application pratique car l'effet est en général négligeable dans les systèmes macroscopiques. À l'échelle nanométrique en revanche, les gradients de déformation sont plus importants et l'effet flexoélectrique peut devenir prépondérant. 
Contrairement à la piézoélectricité, la flexoélectricité est permise par symétrie dans tous les matériaux. Le tenseur flexoélectrique le plus simple est celui d'un cristal cubique ; il contient trois coefficients indépendants {\displaystyle \mu _{1111}}, {\displaystyle \mu _{1122}} et {\displaystyle \mu _{1212}}.